# Neocatolaccus carinatus
Neocatolaccus carinatus är en stekelart som först beskrevs av Howard 1897.  Neocatolaccus carinatus ingår i släktet Neocatolaccus och familjen puppglanssteklar. Inga underarter finns listade i Catalogue of Life.